# Alkemy
Alkemy S.p.A. è una società italiana che opera nel mercato della digital transformation.
La sua attività consiste nel supportare l’evoluzione del modello di business di grandi e medie aziende mediante progetti di trasformazione digitale.
Dal 5 dicembre 2017 è quotata in Borsa Italiana su AIM Italia, e dal 17 dicembre 2019 le azioni sono negoziate sul mercato telematico azionario (MTA) di Borsa Italiana Spa - segmento STAR (indice FTSE Italia STAR). 
A partire dal 14 luglio 2025 Borsa Italiana ha disposto la revoca delle azioni Alkemy dalla quotazione su Piazza Affari: l'operazione è avvenuta a seguito del completamento da parte di Retex S.p.A. Società Benefit, controllata dal Fondo Strategico Italiano , della procedura di acquisizione delle azioni residue ancora sul mercato. 

## Storia
La società, fondata da Duccio Vitali, Alessandro Mattiacci, Matteo de Brabant, Riccardo Lorenzini, nasce nel 2012 come primo digital enabler italiano con la missione di supportare gli amministratori delegati e il top management delle aziende per tutti i temi legati al digitale, aggregando le migliori competenze sul mercato.
Il primo payoff della società “digital enabler” diventa un riferimento linguistico di uso diffuso nel settore e vale ad Alkemy il titolo di category creator in Italia: nel corso degli anni successivi viene adottato anche per individuare una categoria del mercato nel rapporto Anitec-Assinform "Il digitale in Italia".
Dal 2013 Alkemy S.p.A. acquisisce alcune società del settore: Seolab Srl, attiva nel settore del marketing digitale e specializzata nel search engine marketing (2013), TSC Consulting Srl, specializzata in system integration, e-commerce e tecnologie legate al digitale (2014) e Biz-Up Srl, società attiva nel settore del web marketing, con focus sull'elaborazione di contenuti pubblicitari online (2016).
Nel 2017 viene costituita Alkemy Play Srl,  società specializzata in soluzioni digitali a piattaforma per le PMI.
Negli stessi anni inizia l’espansione all’estero. Nel 2016 viene costituita in Serbia Alkemy SEE Doo che opera nell'area balcanica e nel 2017 viene costituita in Spagna Alkemy Iberia.
Con le risorse raccolte sul mercato in fase di quotazione, la società avvia una ulteriore fase di integrazione di competenze e di crescita in ambito internazionale, acquisendo Nunatac Srl e Ontwice Interactive Services SL.
Nel periodo 2013 - 2018 in termini di fatturato raggiunge un tasso di crescita pari a 47,8% (Cagr).
Nel 2019 la missione aziendale diventa "enabling evolution": Alkemy amplia i propri servizi in ottica omnicanale e nello stesso anno acquisisce il 20% del capitale di Design Group Italia I.D. srl, società di design di prodotti e di spazi con uffici a Milano, Reykjavík e New York.
Nel 2021 ha superato i 95 milioni di fatturato e i 4 milioni di utile. Ha perfezionato l'acquisizione del 51% del capitale sociale di Experience Cloud Consulting S.r.l. (XCC), società italiana specializzata in soluzioni di cloud computing in ambito Crm, Gold Consulting Partner di SalesForce, e acquisito un ulteriore 31% del capitale di Design Group Italia, raggiungendo una posizione di controllo del 51%.
Nel 2022 è stata approvata la fusione per incorporazione di Nunatac, società già controllata al 100%.
La società lancia, nel luglio 2022, il progetto MyShare, un piano di fidelizzazione azionario riservato ai suoi dipendenti e, nello stesso mese, viene perfezionato un accordo vincolante per l'acquisizione di INNOVC Solutions, società tech spagnola specializzata in data analytics con sede a Madrid.
Nel 2023 Alkemy sale al 100% di Design Group Italia, innovation & design consultancy riconosciuta a livello globale: chiude l'anno con un Ebitda Adjusted pari a 13,1 milioni (+11,2% vs 2022) con un margine dell'11,0%, e un fatturato consolidato pari a 119,2 milioni di euro.
Nello stesso anno l'azienda riformula il proprio purpose aziendale 
 e nel 2024 annuncia l’approvazione del primo piano di sostenibilità, con la presentazione degli obiettivi nelle quattro macroaree di impegno allineate con i Sustainable Development Goals delle Nazioni Unite:
- Responsabilità ambientale
- Governance e compliance
- Responsabilità sociale
- Responsabilità tecnica

A giugno 2024 Retex S.p.a Società Benefit, attiva nel settore della trasformazione digitale e controllata da Fondo Strategico Italiano (FSI)), insieme al CEO Duccio Vitali, lancia un'offerta pubblica di acquisto volontaria totalitaria su Alkemy finalizzata al delisting.
Nell'ottobre 2024 l'offerta si chiude con l'acquisto da parte di Retex del 56,55% delle azioni di Alkemy SpA che, congiuntamente alla quota detenuta da Duccio Vitali, rappresentano il 60,89% del capitale sociale.
Nel dicembre dello stesso anno viene convocata un'Assemblea Ordinaria per la nomina del nuovo CdA di Alkemy e di Barnaba Ravanne quale presidente del consiglio di amministrazione.
A febbraio 2025 viene annunciata la decisione da parte di alcuni soci di minoranza di vendere le loro quote di azioni a Retex S.p.A., compravendita  eseguita il 31 marzo 2025. 
Con quest'ultima operazione, insieme al CEO Duccio Vitali, Retex è arrivata a detenere una quota di azioni Alkemy superiore al 90%: l’OPA obbligatoria ai sensi degli articoli 108 e 109 del D.lgs. 24 febbraio 1998 n. 58, si è conclusa il 14 luglio 2025 con il delisting definitivo di Alkemy.

## Settori
Alkemy è attiva nei seguenti settori:
- servizi
- telecomunicazioni, media e intrattenimento
- beni di consumo e retail
- finanza e assicurazioni
- energia e utilities
- prodotti industriali
- moda e lusso

Dal 2019 collabora con il Sole 24 Ore a un Osservatorio dedicato all'analisi e allo studio delle tendenze in ambito digitale e social media in vari settori.

## Sedi
Alkemy è presente in Italia a Milano (quartier generale), Roma (sede operativa), Torino (sede operativa), Cagliari (sede operativa), Madrid, Belgrado e Città del Messico.

## Premi e riconoscimenti
Nel 2017 Alkemy entra nel FT1000 Europe’s Fastest Growing Company del Financial Times al 248º posto assoluto e al primo posto in Italia nel mondo agenzie e nei settori tecnologia e management consulting, per crescita di giro di affari del 490% in tre anni.
L'anno successivo, nel 2018, riceve il premio EQUITA SIM per la migliore strategia di utilizzo del mercato dei capitali nella categoria “Raccolta di fondi da parte di piccole imprese sul mercato azionario”.
Nel 2018-2019 con la campagna abbonamenti  “A riveder le stelle” in collaborazione con Inter, definita “un esercizio che nel mondo del pallone non si era mai visto prima”, Alkemy viene premiata a livello internazionale con nove ADCI Awards, quattro Clio Sports, un Epica Award, un Lovie Award e il premio speciale “Best Use Of YouTube”,
Con il progetto di Responsabilità sociale d'impresa BUU, nel 2019 Alkemy supporta Inter nel prendere una netta posizione contro il razzismo nel calcio, in seguito a un episodio di discriminazione avvenuto nel corso di una partita contro il Napoli.
La campagna BUU (acronimo di Brothers Universally United) riceve consenso a livello globale e viene premiata con un argento ai Clio Sports Awards, shortlist ai New York Festivals e ai Leaders in Sports Awards e quattro ADCI Awards, tra cui il premio Equal dedicato ai progetti dedicati all’inclusione e all’impatto sociale.
Nel 2020 la società controllata Design Group Italia vince il Premio Compasso d’Oro.
Con il cortometraggio “Carebonara” realizzato per Barilla nel 2021, Alkemy riceve premi nazionali ed internazionali tra cui il Grand Prix dell’ADCI - Art Directors Club Italiano e undici ADCI Awards, quattro New York Advertising Festivals Awards, tre Lovie Awards e due London International Awards.
La campagna è citata anche su Shots.net e segnalata da Google come caso studio.
Nel 2021 Alkemy viene nominata TOPFice Independent Agency of the Year.
Nell'anno successivo, 2022, ADI - l'Associazione per il Disegno Industriale - ha assegnato a Design Group Italia e Fresenius Medical Care l'ADI Design Index 2022 per OrderManagement Ecosystem, una soluzione digitale per la gestione di ordini e consegne dei materiali necessari ai trattamenti di dialisi domiciliare (medici, pazienti, specialisti della dialisi).
The Bad Square, la campagna realizzata da Alkemy per il lancio della serie The Bad Guy di Prime Video & Amazon Studios nel 2023 entra in 2 shortlist: Uso innovativo dei media di ADCI - Art Directors Club Italiano e New use of Media anche agli ADCE - Art Directors Club of Europe Awards. Per la medesima campagna Alkemy si posiziona anche tra i finalisti per la categoria Creative Use of Data ai LIA - London International Awards e Digital Outdoor ai The Clio Awards Entertainment.
Nel 2023 Design Group Italia e Uteco, raccolgono un riconoscimento per la stampante flessografica Onyx Go con un German Innovation Awards 2023 nella categoria “Excellence in Business to Business – Machines & Engineering”
Con la campagna di rilancio di Nipiol, marchio di The Kraft Heinz Company, Design Group Italia si aggiudica il World Brand Design Society Award nella categoria Packaging e nello stesso anno ai Good Design Awards 2023 viene premiata per il progetto Multiply Labs, un robot per la produzione di terapie cellulari di precisione.